# Cadlina dubia
Cadlina dubia is een slakkensoort uit de familie van de Cadlinidae. De wetenschappelijke naam van de soort werd voor het eerst geldig gepubliceerd in 1981 door Edmunds.